# 鷹派

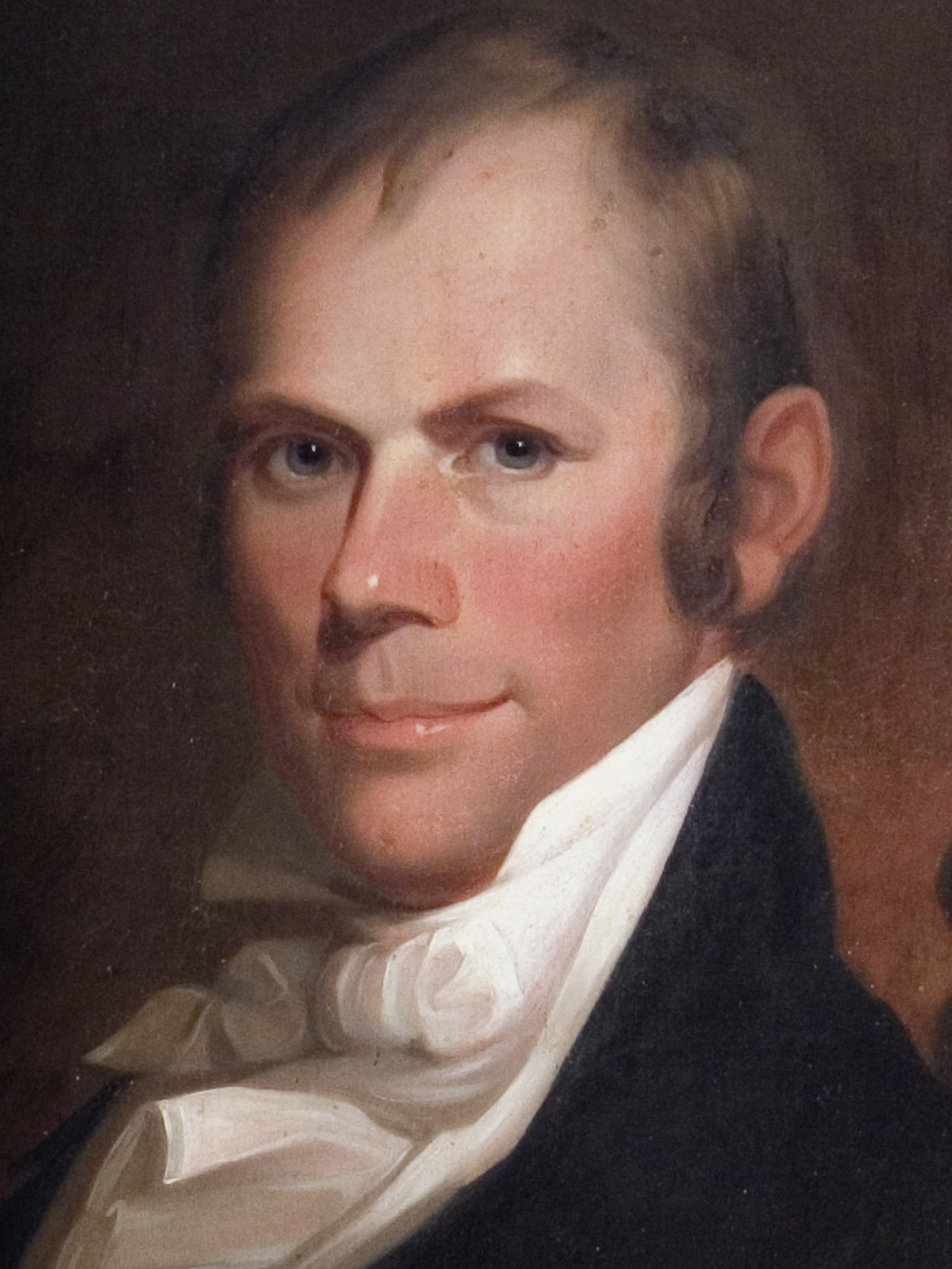
亨利·克萊

戰爭鷹派（英語：War Hawk），或稱「鷹派」，是指政治上的名詞，指主張採取戰爭手段或繼續升級現有衝突的人。戰爭鷹派的反義詞為「鴿派」。

## 語源
戰爭鷹派一詞是由著名的美國弗吉尼亞州眾議員羅阿諾克約翰·蘭道夫創造的，他是1812年戰爭的反對者。因此，從來沒有任何正式的戰爭鷹派名單。正如歷史學家唐納·希基所指出的那樣，“學者在應將誰（如果有的話）稱爲戰爭鷹派時存在分歧。”
但是，大多數歷史學家使用該術語來描述1810年當選並主張擴張主義的青年民主共和黨美國國會議員，該派主要來自於當時的美國南部和西部。該小組的負責人是肯塔基州眾議院議長亨利·克萊。南卡羅來納州的John C. Calhoun是另一位著名的“戰爭鷹派”。數十年來，這兩個人都是美國政治的主要參與者。傳統上認爲是戰爭鷹派的其他人包括肯塔基州的理查德·門托·約翰遜，南卡羅來納州的威廉·朗茲，南卡羅來納州的蘭登·切夫斯，田納西州的費利克斯·格倫迪和喬治亞州的威廉·W·比布。

## 現代

### 美国
在美國的現代用法中，“鷹派”是指某種事業或政策的猛烈擁護者，例如“赤字鷹派”或“私人鷹派”。 它也可以指贊强硬或進攻性軍事政策的人或政治領導人，儘管不一定要進行直接戰爭。
該術語的擴展為chicken hawk，指未服兵役的戰爭鷹派。
“自由鷹派”是鷹派的派生詞，從某種意義上說，它表示具有自由主義積極外交傾向的人。
1960年代美國總統林登·詹森由於東京灣事件爆發的關係，向北越當局宣戰，導致了越戰的爆發，最後因為與越共間的戰局處於不利的狀態，加上國內的反戰示威，主動退出政壇。最後在1973年尼克森主政時期，在時任美國國務卿的季辛吉勸阻下下令駐越美軍撤出越南戰場，南越首都西貢最後陷落。
1980年代前總統雷根主政時期，美國當局選擇強硬地與蘇聯直接對抗，達到一定效果。

### 中国大陆
2016年中华民国總統選舉前，中国人民解放军前中将王洪光称“解放台湾时机正在成熟”；大选后，中國大陆旅美学者李毅发表文章称「和平统一已无可能」，呼吁习近平在2017年发动解放台湾战役。中华民国立法委员黃國昌怒斥李毅表态为「粗暴」。2016年11月25日和12月10日，中国人民解放军空军轰-6K、苏-30等多型战机军机在半个月内两次绕台飞行，并可能變成常態。中华民国国防部表示，对解放军严密监控，台湾民众可以安心。为吓阻解放军战机从台湾东部逼近，國軍将在花莲以东至少部署3套射程可达200千米的台湾产天弓三型防空导弹。《自由时报》称，国军出动基德级驱逐舰在东部外海就位，执行海上防空演练、成功级巡防舰、康定级巡防舰也同时开展训练；陆军各防空单位则进驻各空军基地外围，进行要地防空演练。2018年4月，中华人民共和国国防部表态解放军进行绕岛巡航训练，為中国解放军针对“台独”分裂活动所开展的海上方向实战化军事训练航。2017年3月，在第十二届全国政协第五次会议开幕后，王洪光接受记者采访时表示：“美国在台湾部署萨德之日，就是我们解放台湾之日！”该言论随即成为媒体舆论焦点。随后，解放军官方网站中国军网发表评论称：“对王洪光委员的讲话，不必大惊小怪，也不必过度解读，並非再出狂言，他不是军队的新闻发言人，可以理解是他个人的观点。”
2018年3月，美國國會通过《台湾旅行法》。王洪光为此在环球网发表《“六战一体”武统台湾》，并打算撰写《攻下台灣只要三天》、《“台独”哪里逃》。
2019年1月，中国共产党中央委员会总书记习近平发表和平统一的五项主张，表态要求推进中国统一，但同时也表示不放弃武力统一。2019年3月31日，《自由時報》獨家報導中國人民解放軍空軍飛越臺灣海峽中線，隨後中华民国国防部證實有2架殲-11越過臺灣海峽中線，指出該挑釁行動已經衝擊區域穩定。4月10日中华人民共和国国务院台湾事务办公室回应行动为解放军年度训练计划内的正常安排，并就蔡英文“第一时间驱离”的言论抨击其“色厉内荏”，警告其“不要玩火，想都不要想”。

### 香港
香港政治分為民主派和建制派兩大陣營，由於對中央和特區政府的態度和政治立場迥異，各自陣營均稱對方作風和態度強硬的人稱為「鷹派」。建制派中的「鷹派」認為應全方位支持中央和特區政府的所有政策，並對民主派進行政治鬥爭及宣傳打擊。而民主派中的「鷹派」主張全方位反對中央和特區政府的所有政策，且不容許任何與中央政府部門有私下的交流及對話接觸。
民主派認為前任行政長官梁振英作風硬勢，屬於鷹派，在行政長官選舉辯論中被對手唐英年稱其為鷹派。周梁淑怡指出葉劉淑儀曾說梁振英會害人，葉劉其後以「can't remember the exact words !」作回應。

### 日本
日本的鷹派，一般都指日本各政黨內部的右派、極右派、民族主義及軍國主義份子，在國際層面被稱作右翼勢力（尤其是對華和對韓的政策取態），一直對國內政治發揮巨大影響力，自戰後以來，左派勢力從未正式勝出選舉。
右翼勢力曾揚言不排除訴諸武力解決與鄰國間的領土糾紛，部分日本的鷹派對日本在第二次世界大戰時的戰爭罪行持否認的態度一直受到中國及韓國的批評，鷹派一直支持日本首相以「內閣總理大臣」身份參拜供奉甲級戰犯的靖國神社，認為首相參拜神社只是表達國家認同及對戰爭亡靈的追思，並非中國及韓國所謂等同認同支持軍國主義復辟的立場。
近代日本主流政壇的鷹派包括安倍晉三、麻生太郎、石原慎太郎、橋下徹等，在國內政治有一定影響力。

### 大韓民國
大韓民國受韓戰及大日本帝國50年殖民主義影響，反共（反朝鮮勞動黨）及民族主義情緒一直影響民間。正因如此，右翼保守派政黨一直主導韓國政治，不論是李承晚自由黨政府、朴正熙及全斗煥軍政府獨裁時期及之後的民主化時期皆是如此。而左翼自由派民主黨（金大中、盧武鉉、文在寅政府）一直主張對抗及防衛雙向並重，並與朝鮮進行對話及接觸，因而被保守派批評有親北及反美傾向。
韓國的若干激進反朝鮮社團，強烈主張若三八線以南遭到朝鮮人民軍武力挑釁時，就要同樣以武力向北進行報復性侵略；當每次朝鲜战争的紀念活動與平壤當局實施軍演、飛彈試射時，韓國街頭就會有大規模的反朝鮮示威遊行，當眾焚毀朝鮮民主主義人民共和國國旗與金日成父子人像。

### 朝鮮民主主義人民共和國
朝鮮民主主義人民共和國自朝鲜战争以後，金日成祖孫三代就以「先軍政治（一切發展以軍事優先）」為基本國策，並主張以武力統一朝鲜半島；朝鲜人民軍現已發展成為一支超過百萬之眾的部隊，雖然裝備普遍落後大韓民國國軍數十年的水準，但倚仗人多勢眾與近年發展的彈道飛彈、核生化武器和敵後滲透作戰令首爾當局膽戰心驚，反映出朝鲜勞動黨鷹派以武力統一朝鲜半島的決心。

### 英国
1982年阿根廷派兵占據了英國屬地福克蘭群島後，時任英國首相撒切尔夫人在國內鷹派的支持下，下令英國皇家海軍及英國皇家海軍陸戰隊遠赴福島與阿根廷作戰，最後英軍以壓倒性優勢將阿根廷逐出福克蘭群島，贏得英阿福島戰爭使撒切尔夫人重獲聲望，間接促進她對英國長達十一年半的管治。
2003年伊拉克戰爭爆發時，時任英國首相布莱尔在國內鷹派的支持下，決定與美國聯合參與推翻薩達姆政權的戰爭，雖在聯合國安全理事會中遭到中國、俄羅斯與法國聯手否決美英攻伊方案，但英美當局仍一意孤行對伊拉克宣戰；雖然英國成功與美國聯手推翻薩達姆政權，但駐伊英軍也跟美軍一樣隨著伊拉克游擊戰的連續失利而遭到重創。布莱尔在國內的支持率大輻下降，最終在黨內壓力下被迫下台。

### 俄羅斯
普京2000年正式成為俄羅斯總統後，便立志要重振前蘇聯時期史達林以來的雄風，持續擴軍以對歐美施加壓力，並控制了俄國對歐盟的石油輸出，加強與中國和日本的關係，以突破歐美對俄羅斯的經濟包圍網。
2008年2月18日，科索沃在歐美支持下，宣布脫離塞爾維亞獨立，普京和總理梅德韋傑夫堅決支持塞國、否認科索沃主權並與中國聯手在聯合國否決科索沃加入聯合國。同年8月，俄羅斯與格鲁吉亚發生戰爭，俄軍以壓倒性優勢幾乎要將格鲁吉亚滅國，但遭到歐美介入而迫停戰。但俄羅斯成功增加對歐美的談判籌碼。

### 伊朗
1979年伊朗伊斯蘭革命後，伊朗最高領袖霍梅尼上台，將伊朗從君主國改造成神權政治國家，並罷黜向來與美國友好的巴勒維國王，中止一切與美國之間的關係，鼓励學生占領德黑蘭的美國駐伊朗大使館，史稱「伊朗人質危機」；美國當局也企圖以鷹爪行動出兵干預，但因直升機遇上沙漠風暴而機毀人亡，最後美國對伊朗當局輸誠，伊朗才交還人質給美國。
1980年兩伊戰爭爆發，由於美國與伊朗斷交而改為支持伊拉克薩達姆政權，信仰什葉派的伊朗當局號召國民參與針對信仰遜尼派的伊拉克的「聖戰」，美國也捲入了這場戰爭，同時蘇聯與中國對交戰雙方輸出武器，在背後介入兩伊戰事。但伊朗由於與美國實際交戰過，在兩伊戰爭後伊朗當局對美國的敵意不減反增。
伊朗總統艾馬丹加對英國、美國和以色列表達強烈的敵意，並隨著伊拉克薩達姆政權垮台後，伊朗得以在大患已除的情況下，繼續接受中國與俄國的支持不斷擴軍，從兩伊戰爭的大量損傷中復甦過來。伊朗多次試射了彈道飛彈，足以威脅以色列、伊拉克和沙烏地阿拉伯境內的美軍基地，又有傳伊朗有秘密開發核武，使美國對中東情勢更加緊張。